# 하미혜
하미혜(1954년 2월 26일 ~ )는 대한민국의 배우이다.

## 학력
- 인화여자고등학교

## 드라마
- 1980년 KBS 《파천무》- 현덕왕후 역
- 1981년 KBS1 《대명》- 매환 역
- 1982년 KBS1 《천생연분》
- 1982년 ~ 1983년 KBS2《북청 물장수》
- 1983년 KBS1 《개국》- 신덕왕후 역
- 1983년 KBS1 《어머님 날 낳으시고》
- 1983년 KBS1 《빛과 사슬》
- 1985년 KBS2 《열망》
- 1987년 KBS1 《세월》
- 1989년 MBC《나비야 청산가자》- 동철네 역
- 1990년 KBS1 《봉숭아꽃물》
- 1990년 KBS2 《초록마을 초록학교》
- 1991년 KBS1 《맥랑시대》
- 1991년 ~ 1992년 KBS2 《형》
- 1992년 KBS2 《시간과 눈물》
- 1993년 KBS2 《서 있는 여자》
- 1993년 ~ 1994년 《신 손자병법》
- 1994년 KBS2 《무당》
- 1996년 ~ 1997년 KBS1 《하얀 민들레》
- 1996년 ~ 1997년 SBS 《형제의 강》- 주옥선 역
- 1997년 ~ 1998년 KBS2 《아씨》
- 2008년 SBS 《애자 언니 민자》- 하미주 역
- 2011년 ~ 2012년 JTBC 《인수대비》- 홍상궁 역

## 영화
- 1985년 이브의 체험
- 2014년 세상의 끝
- 2014년 울언니